# Громадянський проспект (станція метро)
60°02′06″ пн. ш. 30°25′06″ сх. д. / 60.03500° пн. ш. 30.41833° сх. д.
«Гражданський проспект» (рос. «Гражданский проспект») — станція Петербурзького метрополітену. Розташована на Кіровсько-Виборзькій лінії між станціями «Дев'яткіно» та «Академічною». Відкрита 29 грудня 1978 року.

## Технічна характеристика
Конструкція станція — колонна трисклепінна глибокого закладення (глибина закладення — 64 м)

## Вестибюлі і пересадки
Похилий хід  чотиристрічковим ескалатором улаштовано з північного торця станції. Вихід у місто через наземний вестибюль на  проспекти Громадянський та Просвіти. 

## Оздоблення
Колони і колійні стіни оздоблені жовтувато-бежевим мармуром, світильники й оздоблення торцевої стіни, технологічних проходів зроблені з анодованого алюмінію золотистого кольору. Підлога бічних залів вимощена сірим, а центрального залу — червоно-сірим гранітом різних відтінків. Стеля центрального і бокових залів виконані з залізобетонних конструкцій арочної форми і пофарбовані білою фарбою.
У торці центрального підземного залу розташовано бронзовий герб СРСР діаметром близько 3 метрів з девізом «Пролетарі всіх країн, єднайтеся!» на всіх мовах республік СРСР. Під гербом встановлено екран, виконаний з алюмінієвих трубок золотистого кольору.
Станція освітлюється світильниками прямокутної форми, які встановлені над прорізами між колонами. Вони мають бази з золотистого алюмінію і абажури з білого непрозорого скла. Бази розраховані на п'ять плафонів, але в 1990-ті роки по дві лампи з кожної групи були демонтовані.
Вестибюль оздоблено біло-сірим мармуром, виконаний з роздільними касовим і ескалаторним залами. Ескалаторний зал прикрашений люстрою-трояндою. Також в ньому встановлені шандори — металоконструкції, що перекривають входи в вестибюль для захисту населення у разі надзвичайних ситуацій, таким чином, «Громадянський проспект» відноситься до типу станцій з наземними комплексами протиатомного захисту.